# Hieracium anfracticeps
Hieracium anfracticeps es una especie de planta con flor del género Hieracium, de la familia Asteraceae, orden Asterales.

## Distribución
Hieracium anfracticeps se distribuye por Suecia.

## Taxonomía
Fue descrita científicamente por Johanss. Fue publicada en Bih. Kongl. Svenska Vetensk.-Akad. Handl. 28(3; 7): 89 (1902).